# Q.E.D. 証明終了
『Q.E.D. 証明終了』（キューイーディー しょうめいしゅうりょう）は、加藤元浩による日本の少年漫画作品。ミステリー、推理漫画。2009年にテレビドラマ化された。

## 概要
MITを卒業して日本の普通の高校へ編入した探偵役の天才少年・燈馬想と、その助手の役回りである彼の同級生で体力と快活な性格が取り得の女子高生・水原可奈が様々な事件や問題を解決していく推理漫画。第1話「ミネルヴァの梟」の掲載は『マガジンGREAT』1997年7月号。ただし掲載当初は読切形式による単発掲載であり連載作品ではなかった。第1話掲載後、好評により1998年に第2話「六部の宝」、第3話「ロスト・ロワイヤル」がそれぞれ同誌5月号・7月号に読切短期連載の形で掲載。この時の人気を経て第4話「銀の瞳」が同年の同誌11月号に掲載。これらの読切掲載の好評により同誌1999年1月号に掲載された第5話「ブレイク・スルー」より連載作品となる。
『月刊少年マガジン+』（講談社）に連載されていたが、2014年2月20日発売号をもって同誌が休刊した ことに伴い、49・50巻は単行本完全描き下ろしでの発表となった。2015年4月20日創刊の雑誌『少年マガジンR』にて、新シリーズ『Q.E.D. iff ―証明終了―』として創刊号より連載を開始。2023年1月20日発売の3号にて同誌が休刊となり、本作はWeb漫画サイト「月マガ基地」に移籍。2025年3月からは、アメリカのボストンの大学に進学した可奈と想を描く新シリーズ『Q.E.D. UNIV. ―証明終了―』の連載が始まった。
題名は、エラリー・クイーンの口癖で数学用語のQ.E.D.にちなむ。新シリーズ、iffの由来は同値を表す英語「if and only if」より。
1990年代に連載が開始された推理漫画の中では水準が高いとされている。第1シリーズ単行本第17巻の初版帯で法月綸太郎が、第2シリーズ『iff』単行本第2巻の初版帯で田中芳樹が、それぞれ本作に対する推薦文を寄せた。
2009年、第33回講談社漫画賞少年部門受賞。

## あらすじ
男勝りな女子高生・水原可奈は、友人と共に、友人の父親が被害者となる密室殺人事件の第一発見者となる。その後、現場となったビルの1階で可奈は最近転校してきたという燈馬想と偶然に出会う。15歳でMITの数学科を首席卒業したにもかかわらず、なぜか日本の普通の高校にやってきた想はあまり同級生と接することはなく、他者にフレンドリーな可奈でもよく知らない少年だった。
他者の感情を読みにくいゆえに、トラブルに巻き込まれていた想を助けた可奈は、彼の頭の良さや電子機器に対する高い技術・知識を知り、友人を助けるために彼を巻き込んで事件の真相を探り始める。行動的な可奈が情報収集を行い、想は得られた情報を基に論理的推察を行い、事件の真相を導き出す。
事件は無事に解決するが、困っている人を見ると助けずにはいられない可奈は、以後も自分の元にやってきたトラブルを解決するために、想を巻き込んでいく。

## 登場人物

### 主要人物
これらの2人のキャラクターは、ストーリーの途中で高校2年生になるが、どのエピソードの時点で2年生になるのかは不明。『Q.E.D. iff ―証明終了―』では学年が上がり、高校三年生となった。
燈馬 想（とうま そう）
日本某所にある、私立咲坂高校に通っている少年。
MITの数学科をわずか15歳で首席卒業しながら、大学の所有する研究機関への道を自ら辞した過去を持つ。MIT在学時の研究テーマはゼータ関数、およびその周辺領域の証明である。その才能ゆえに、人と違った生き方をしてしまったため、自らの人生に疑問を抱いて大学卒業後、現在の学校に再編入した。
完璧主義者であり、「（論理的な）理不尽」を見過ごすことは決してなく、厳しく指摘を入れていく。基本的に人間の感情の機微には疎く、加えて善意でしたことが周囲から曲解され悪意になって自分に跳ね返ってきたために、人との付き合い方に難点を持ち、それがコンプレックスとなっている一面を持つ。高校へ編入してからもその経歴や性格から変人扱いされることもあった。反面、人の思考・心理を「論理的」に追求することには長けている。
普段は何事にも冷静で理性的な性格。基本的に様々な事件や物事には無関心な態度を取るが、自身の意思に関わらず幾度も事件に関わっていき、揉め事が起きたときはそれを解決するトラブルシューター的な役割を担っている。また自身が事件の当事者である場合は時に一人で抱えこんで行動をすることもある。他人への感情はドライに見えるが、可奈の父親の幸太郎からお年玉をもらったりした際には、困惑したような表情を浮かべたのちに恩返しのような形で事件解決に協力するなど、本質的には人嫌いではない様子である。
ソフトウェア関連会社へクラッキングできる程の高度なプログラミング技術を有している。初期（コミックス2巻あたりまで）には眼鏡をかけることもあったが、その後は使用していない。数学以外の分野にも造詣が深い多趣味な一面もあるが、体を動かすのは得意ではなく運動全般は苦手（ただしプールの底で考え事ができるほど肺活量は優れる）。非常に音痴で、彼の歌は聞く者を苦笑、失笑を超えて石化させる程のレベルである。
大学時代に様々な特許を取得しており、プールもついている程のマンションに一人暮らしをしており生活には全く困っていない（ロキ（後述）曰く、その気になればまだまだ稼げるらしい）。部屋は本と情報機器であふれており、それだけでは飽き足らず近くに貸し倉庫も持っている。それは実の妹をして「本とガラクタで人が泊まれるスペースが無い」と言わしめるほど。
聞き込みや調査は可奈にまかせ、自分は思考に集中し推理するタイプの安楽椅子探偵。「事件の解決」よりも「理屈に合わないことの真実を暴く」を目的として推理している。そのため殺人を含めた事件の犯人を咎めず、見逃すエピソードも多い。
作中で想が「Q.E.D.」の文字を示したら、その時点より先のストーリーは事件の解決編に移る（初期の作品以外では想自身が記さず、一種の比喩や効果・寓意として登場することが多い）。決め台詞は一通りの推理を終えた後の「以上、証明終了です」。
『Q.E.D. iff ―証明終了―』では、あまりの本の多さに管理会社に警告され、洋風の一軒家に引っ越した。本人は本を減らしたと言っているが可奈やその友人が見た限りでは全くといって良いほど減っておらず、可奈から「つがいのハムスターか！」と突っ込みを受けた。
水原 可奈（みずはら かな）
想の同級生で数少ない友人の1人。
男勝りで行動力が人一倍どころか“人五倍”はある健康優良おてんば娘。おてんば具合を知らない男性からはかなりの美少女に見える。
料理が上手で、想に手料理をごちそうすることもある。他の家事（掃除や裁縫など）の腕は未知数だが、自室はかなり綺麗に片付いている。
想とは同級生であるが元々互いにまったく接点はなく、ゲームセンターでトラブルに巻き込まれかけたのを彼女が助けたことで存在を知り、可奈の友人が巻き込まれた事件を想が解決したことがきっかけで関係が始まる。当初は想の言動に困惑することも多かったが、様々な事件や経験を経て全幅の信頼を置くようになった。想への気持ちは本人曰く「まだこの気持ちに名前がついていない」とのこと。ただし想との関係を茶化すと鉄拳が返ってくるため、クラス内ではその話題はタブー扱いされている。
想にとっては、クラスメートなど他者との接点を（頼みもしないのに）積極的に繋げてくれる、かけがえのない友人で、自らの犠牲を厭わずに身を投げ出せる「大切な人」であるが、想自身にはその自覚は薄い。しかし、可奈に露骨に言い寄ろうとする人物には心ひそかに「ヤキモチ」を焼くことがある。
性格は、好奇心旺盛な世話好きで、困っている人を見ると放っておけないタチ。子供のころから自身の行動に身近な人間を巻き込みたがることが多く、想を引っ張り回すこともしばしば（無理やり想の口に卵焼きを突っ込み、代償としてスカイダイビングに付き合わせたことも）。それ故に落とし物を届けた結果などから事件やトラブルに巻き込まれることが多く、想に「面倒事好きでしょ」とまで言われている。社交的で機転も利き、必要とあらば方便として嘘すら器用に使いこなす他、変装しての潜入捜査や聞き込みまで行う。ただ、学校の勉強は平均より少し下レベルで、特に数学は大の苦手。しかし『Q.E.D. iff ―証明終了―』においては燈馬に影響を受けて見えてなかった世界を見たいと勉強を見てもらい、アメリカの大学に通おうと奨学金制度の試験を受けトップ合格を果たすまでになった。
剣道部に所属しており腕は達人クラス（女武蔵と呼ばれている）。だが、剣道に限らず運動全般に類稀なる才能を持ち、およそ運動と名のつくものなら、大抵の行動を数度の練習でモノにする。学校の塀を街路樹を利用した三角跳びで乗り越える、教室の窓から校舎の壁を伝って屋上まで登る、大人でも命の危険を感じる遠泳をこなすなど身体能力は驚異的なレベル。「あの人の周りには重力が無いのかな？」とは想の弁。そのため腕っ節をアピールする場面も多く、気安い相手には口より先に手が出ることもしばしば。クラスでのまとめ役をする際には、その部分が物を言うこともある。本人にはその部分の自覚はかなり希薄である。
事件の推理は想に任せる代わりに、自身は持ち前の行動力で事件関係者への聞き込みや情報収集を担当している名探偵の助手的役回り。また事件・出来事の内容を正確に想に伝えることができる記憶力と言語力の持ち主でもある（作者曰く「燈馬君よりもすごい人」）。漫画の都合上、登場人物のセリフは日本語となっており作中では基本的に会話に不自由していないが、アメリカ最大の新聞社でインターンをした経験もあり、少なくとも英語に関してはアメリカの大学向けの試験レポートが書け、またそれらの説明ができるほどに会話もできる。
二輪免許保持者。またアルバイトもしているが短期で変えているようで、カラオケ店の店員、コーヒーの配達やタウン誌の取材、テレビ番組のエキストラ等内容は多岐に渡る。また結果として事件に巻き込まれたり、想を付き合せて事件に巻き込んだりもしている。
なお、彼女の名前は文化放送のアナウンサーである水谷加奈からとられている。

### 準レギュラー（日本人）
水原 幸太郎（みずはら こうたろう）
捜査一課の警部。可奈の父。
少年向け推理漫画に良く登場する頑迷で凡庸な刑事ではなく、主観にとらわれることなく冷静に行動できて洞察力にも優れた人物で、想の助けを借りずに事件の核心に迫ることもたびたびある。また、想の知識と推理力を高く評価しており、事件解決のために想の言葉に耳を傾ける柔軟な一面を持っている。
仕事では厳しい鬼警部であるが、私生活では家族行事にも進んで参加するおおらかな人物。更には可奈に危害を加えようとした男に「ウチの娘に二度と刃物を向けてみろ。その首ヘシ折るぞ」とにらみつけるほどに娘思い（単行本16巻死者の涙）。一人暮らしで親と離れて暮らしている想にとっては、力強い父親のような存在である。
本名は長らく不明で、『月刊少年マガジン』2009年2月号に掲載の特別編「ドラマ殺人事件」にて初めて明かされた。
笹塚 真人（ささづか まさと）
捜査一課の若手刑事で水原警部の部下。
現場や捜査活動で水原警部とコンビを組んで捜査することが多い。若いながらも落ち着いた佇まいでそつがない。水原警部が一目置いていることから彼も想に信を置いている。
『マガジンGREAT』2004年3月号に掲載された「3羽の鳥」でフルネームが明らかになった。
燈馬 優（とうま ゆう）
ボストンにて、一人暮らしをしながら学校に通う、想の妹。アメリカで育った影響か、兄である想をファーストネームで呼ぶ。
好奇心旺盛だが、一つのことを考え出すとそれに没頭し、他の刺激・思考をシャットアウトしてしまい、注意散漫になってしまうという悪癖を持つ。そのためにトラブルに巻き込まれたり、取り返しのつかない失敗をしてしまうことすらある。
登場初期は前述の失敗癖が要因で構ってくれた両親を想から独り占めにしたと感じ、加えて怪我した動物達を看病する際の想の淡々とした態度を見て「彼にとっては誰がいてもいないのと同じ」と思い込み誤解していたこともあった。
砂の耳の持ち主で、非常にヒアリングに長けている。世界中のあらゆる主要言語を容易に習得し、使いこなす。これはヒアリング能力に加えて、他国の文化への強い興味が一助となっており、言語・単語から、その地域の文化背景に触れられる事に楽しさを見出しているという。
なお、燈馬兄妹の両親は、父親が建築家で母親が歴史学者。歴史的に貴重な建造物を修復するため、夫妻揃って世界中を飛び回っており、どこにも定住していない。
咲坂高校探偵同好会 / ミステリ同好会
高飛車な会長・江成姫子、自信過剰だが無能な長家幸六、オカルトマニアの盛田織理の3名で創設。後述の経緯から江成に従順な菱田丸男が加入し4名となる。
学園内で起こる事件を解決し、かつ自分達の知的好奇心を満足させるために結成されたが、実際にはその思いの強さが空回りして、逆に事件を起こしてしまうトラブルメーカーとなっている。第48話で、探偵同好会は乗っ取られた挙句に潰されてしまった。そのため、代わりに想が自分名義で「ミステリ同好会」を立ち上げ、江成達にプレゼントした（想曰く「檻に閉じ込めておかないと周りが迷惑するから」）。そのため、江成は想と可奈の2人も同好会のメンバーに数えている（想達はすでに抜けたつもりでいたが）。
江成 姫子（えなり ひめこ）
探偵同好会（ミステリ同好会）の会長にして創始者。
高圧的な態度と周囲の空気もお構いなしに物事を進める女王様気質な性格から、「クイーン」と呼ばれている。本人も「江成クイーン（エラリー・クイーン）」となるこの通称をいたく気に入っている様子。我が意を得た発言をした相手には「あなた、とてもいいことを言いました」と賞賛するのが口癖。資産家の祖母を持つ。想と可奈を頼りにしているが、その反面他の会員の能力に対する信頼は低い。 205X年の未来編においては、警視庁捜査一課に刑事として勤務している。
長家 幸六（ながいえ こうろく）
探偵同好会（ミステリ同好会）会員。自分の苗字が家が複数ある状態＝HOMESという解釈から、自らを「ホームズ」と主張している。
理論派を自称する理屈屋のメガネ男子だが、理論派を自称する割にはトリックが不合理だったりかなり大きな穴がある推理を展開する上、幽霊や宇宙人といった非科学的なものが大変苦手。仕舞いにはその思考や存在自体を江成からは「カブト虫」と揶揄されている。
盛田 織理（もりた おりさと）
探偵同好会（ミステリ同好会）会員。
筋金入りのオカルトマニアで、不可解な事に対しては何かと宇宙人や幽霊の仕業だという怪奇的な推理を好むため、しばしばホームズと対立する。そのことから「モルダー」という渾名で呼ばれている。
菱田 丸男（ひしだ まるお）
探偵同好会（ミステリ同好会）の新入会員。一年生。
元々は3人の仲間達と探偵同好会の部室を乗っ取る目的で会員になり、その思惑通り江成達3人を追い出すことに成功するも、結局は想の計略に嵌まり部室を明け渡すことに。その際、江成に土下座させられた上に頭を踏みつけられたことがきっかけで内なる衝動に目覚め、以後はミステリ同好会に所属し、江成を女王（クイーン）様と呼び慕うようになる。以上の経緯から江成への忠誠心は高く、江成のために南極まで行くバイタリティも見せる。UFO関連の書物を多数所持している。
梨田 俊二（なしだ しゅんじ）
内閣の政策に関わる情報収集・分析を行うことを職務とする内閣情報調査室勤務の分析官。
「新たな織田信長が誕生しないため日本には見張りが必要」だと本人が述べる仕事柄、主に政治家にまつわる事件において想と可奈と絡んでいる（作者曰く「水原警部よりも大きな事件を持ってくる人」）。彼の力で可奈も入れた政府の超極秘資料庫には三億円事件に関するファイルが保存されていた。
既得権益を手放そうとしない政治家一掃の任務の過程で発生した、奇しくも自身の大学時代の友人も関わった殺人事件が縁で想と知り合い、以降はその事件を解決した想の知恵を借りてテロの予兆となりうる事件を調査したり、彼もまた想と可奈から他国で発生した事件の情報を求めて尋ねられたりしている。
普段は冷静沈着で人当たりはよくなく取っつきにくい印象だが、可奈に挑発されたり、不測の事態が起きた際に感情を露わにする一面がある。一方で、「スウイートハウス シュガー JARIJARI」というケーキ屋を行きつけの店としており、可奈と話す際にもこの店を使っている（可奈曰く「ケーキが甘い」とのこと）。

### 準レギュラー（外国人）
シド・グリーン / ロキ
想のMIT時代の友人であり、優秀な数学者。金髪ストレートの白人種。
北欧神話における「悪戯の神」の「ロキ」というあだ名を持つ無類のいたずら好きで、CIAすら煙に捲くほど。
多趣味で明るい性格をしており、想と違ってかなり社交的なタイプであるが、彼もまた才能故の孤独を持ち、想に出会うまで自分の発見や理論が常人から理解されない悩みを抱えていた。想にとっては兄のような人であり、良き友であり、相互的な理解者である。想が唯一あだ名で呼ぶ存在。
想がMITの研究機関を辞めた際、想が来るまでトップであったロキが、想を追い出したという噂を流されたが、その疑惑は3巻収録「ブレイク・スルー」にて解決した。
エバ・スークタ
ロキの相棒で優秀な情報工学者。褐色の肌を持つ。1976年生まれ。
想以外でロキの考え出した理論を形にできる唯一の存在。心優しい女性で常にロキのことを案じ、それ故に過剰な行動を取ることもある。ロキにとっても大切な存在であり、彼女に何かあればすぐさまロキは解決に動く侠気（おとこぎ）を見せる。ロキにとっての大事な存在である想のことも、友人として案じている。
アラン・ブレード
シェア90%を占めるパソコン用OS「ウィングス」シリーズを開発・販売しているアランソフト社の会長で、世界一の大富豪。モデルはビル・ゲイツ。趣味は鱒釣り。
通称「災厄の男」。悪人という訳ではないが、極めて自己中心的で子供じみた性格であり、想とは違う意味で他人の気持ちを思いやる能力に欠ける。ただし頭の回転は速く、発想はかなり独特。金に糸目をつけない豪快さも持ち合わせており、のちに妻となるエリーから「星空の見える静かな場所で食事がしたい」とリクエストされた際にはヘリコプターで料理人とともにグランドキャニオンに乗りつけて食事会場をセッティングし、婚約指輪を選ぶ際には可奈が何気なく薦めた高額な指輪を即決で購入している。
当初は近年の社員の質の低下に悩み、かつて「ウィングス」の基礎理論開発に力を貸した想を引き抜こうと様々な策略をしかけていたが、想に返り討ちにされ、最後は勝負の最中に食らったしっぺ返しを解決してくれた想に、これ以上自分を策略に巻き込ませないという条件を突きつけられてしまった。だが、それからも自身や自らの会社に関わるトラブルの解決について想や可奈を頼ることが多くなった。またエリーとの結婚後は、彼女との結婚の条件として、発展途上国の貧しい人々の援助を目的とし、全財産の3分の1を寄贈して慈善団体「アラン＆エリー財団」を設立した。
エリー・フランシス
アランの7人目の秘書。気丈な性格の女性で、アランに唯一気後れすることなく物を言える存在。常識人だが、雇われ人の哀しさでアランの奇抜な人材勧誘イベントの片棒を担がされることも少なくない。
常にアランに振り回されており、本人も秘書を続けることにうんざりしているのだが、なぜかやめることなく頑張っている。後にある事件を経てアランに求婚され、「あなたには監視役が必要だから」と冗談めかして承諾している。
アニー・クレイナー
マサチューセッツ州の地方検事局に勤める、名門一家の女性検事。ハーバード大学卒。
初登場の頃は、まだ経験が足りないためか、些細なミスを繰り返していた。MITに入学したばかりの頃の想に、目に見える事実だけを追わずに、そこから導き出される人間の心情を読むことを教え、それによって人の力になれる人間になるよう諭した女性。可奈とよく似た、竹を割ったような性格をしている。
担当していた事件絡みで銃撃され死亡したと思われたが、娘を束縛しようとする父親によって死を偽装され、父親から逃れるためすべてを捨て姿を消した。現在は交渉人のような仕事をしているという。

### C.M.B.の登場人物
榊 森羅（さかき しんら）
燈馬兄妹の母方の従弟。兄妹をして「一番の変わり者」と言わしめる変人。東京某所にある民家を改装し「森羅博物館」という、客が滅多に来ない博物館を経営している。
大英博物館の「智の守護者」の証たる「C.M.B.」の文字が刻まれた「3つの指輪」の現在の所持者。その鑑定眼はあらゆる物の真偽を見抜く。
七瀬立樹（ななせ たつき）
森羅のクラスメート。合気道の達人で銭湯の娘。出会ってすぐに可奈と意気投合する。

### 捕まえたもん勝ち！ の登場人物
七夕菊乃（たなばた きくの）
警視庁捜査一課の警部補。元アイドルで、その時代運営委員会に騙されていたことをきっかけの一つにグループ解散後、国立大学法学部を経て国家公務員試験に合格。警視庁に配属された新人。
経歴を見ればエリート官僚だが、警察学校でアイドル時代のダンス経験をいかして逮捕術の授業の際、教官を蹴り倒したことから警視庁や霞が関で名が知られることになった。更に名前の菊乃からのもじりもあって「キック」のあだ名が付けられた。
元々は小説「捕まえたもん勝ち！ 」シリーズの人物。Q.E.D.にはiffから登場。また、C.M.B.にも登場している。

## 作中に登場する用語
ESD（第4話『銀の瞳』）
Electro Static Discharge. 静電気および、これが引き起こす精密回路部品（主には半導体部品）の破壊現象のこと。作内ではこれによって心臓ペースメーカーに深刻な誤作動を引き起こすと表現されている。
ただし、これは静電気が半導体に起す悪影響と同機器と電磁波の関係性および一部の各種機器との親和性の悪さが結びつき、「ストーリー掲載当時、一般において常識とされ広まってしまった話」に由来して取材されたものである。後に当作がドラマ化された際、初めて医療機関および業界団体によって誤解が指摘され、テレビ局に抗議が行き、同番組のプロデューサーが謝罪する事態となった。これに関してはドラマ版の項目も参照。
なお、情報の初出（1998年）から抗議（2009年）までは11年近くもの開きがあり、その間に情報技術や医療技術は格段かつ高度に進歩を遂げている。少なくとも現在では作内にて表現されるような事態は起こりえないとされている。
カオス理論（第5話 『ブレイク・スルー』）
混沌、無秩序の意が転じて、現在人間の持っている数学理論では、予測不能な現象を扱う理論。「決定論的システムが作り出す、予想不能のふるまい」をあらわす。
モノポール（第7話 『1st,April,1999』）
磁気単極子。通常の磁石はN極、S極の2つの極を持っている（磁気双極子）。これが、単一の極しか持っていないもの、すなわちN極のみ、S極のみを持つとされる仮想的な素粒子。応用することで、莫大な巨富を生みだすとされる。
オイラーの公式（第13話 『Serial John Doe』）
大数学者レオンハルト・オイラーが一般化した公式。それぞれは無関係な数である、ネイピア数(e)、円周率（π）が、虚数（i）、0、1という基本的な数により、関係するという公式。
ケーニヒスベルクの橋（第18話 『凍てつく鉄槌』）
ケーニヒスベルクを流れる川ある7つの橋を、「1度だけ通ることで、元の場所に戻ってくることが可能か」という問題。つまり、一筆書きが可能かを示した問題である。
ジョンバール分岐点（第22話 『銀河の片隅にて』）
歴史的に重要な場面に干渉したとき、別の歴史が生まれるという理論を説明する際に使われるSF用語。ジョンバール分岐点とは、その別世界が生まれる分岐となる瞬間のことで、出典（元ネタ）はジャック・ウィリアムスンのSF小説『航時軍団』。関連項目に、タイムパラドックスや平行世界など。
クラインの壷（第25話 『クラインの塔』）
入口と出口が一緒になっている壷で、始まりも終わりもなく際限なく続く、起点・終点のない壷。メビウスの輪の立体版とも言える。
オッカムの剃刀（第27話『イレギュラーバウンド』）
単純な答えほど真実に近いという考え方。数学者オッカムが示した。「ある事柄を説明するのに、必要以上の仮説を立ててはならない」というもの。
デデキントの切断（第29話 『デデキントの切断』）
有理数体を完備化して実数体を構成する方法の一つ。切断とは簡単に言うと、“ある数”より小さい有理数の集合のこと。この“ある数”が有理数の範囲に収まらず実数となるので、これを実数の定義とする。
ポアンカレ予想（第56話 『エレファント』）
1904年にフランスの数学者アンリ・ポアンカレによって出された、「単連結な3次元閉多様体は3次元球面S3に同相である」という予想。

## 『C.M.B.』との関係
2005年10月より、『月刊少年マガジン』にて連載が始まった別作品『C.M.B. 森羅博物館の事件目録』は、姉妹編にあたり、『Q.E.D.』と同一世界の出来事という設定。『C.M.B.』の第2巻に1コマだけであるが水原警部が登場している。
掲載当時の『マガジンGREAT』（2005年9月号）に掲載された『C.M.B.』の広告には「（Q.E.D.の主人公である）燈馬君のイトコが大活躍するぞ!!」の煽り文句が記された。この広告と同様のものが、『C.M.B』第1巻の広告として単行本23巻に収録されている。
第44話「ライアー」では、最後で燈馬兄妹の従弟（『C.M.B. 森羅博物館の事件目録』の主人公・榊森羅）の存在が明かされている。同作はこの新連載の告知の意味合いも兼ねていた。
『Q.E.D』第28巻と『C.M.B.』第6巻では、エジプトを舞台とした想と森羅の競演が実現。『Q.E.D』第41巻と『C.M.B.』第19巻では国際司法裁判所でそれぞれの国の代表となった想と森羅の法廷対決が描かれた。

## 関連書籍
『Q.E.D. 証明終了 THE TRICK NOTE』
作者・加藤元浩と『月刊少年マガジン』編集部による同作品のオフィシャルガイドブック。
第1話 - 第37話までのストーリーダイジェストや作中使用トリックの解説、単行本未収録カラーイラストやキーワード解説、初期未公開作品（Q.E.D.シリーズではない）のダイジェスト掲載など。
天樹征丸（『金田一少年の事件簿』『探偵学園Q』原作者）との対談ページも設けられている。
『Q.E.D. 証明終了 THE TRICK FILE』
作者・加藤元浩と『月刊少年マガジン』編集部による同作品のオフィシャルガイドブック第2弾。
第38話 - 第63話までのストーリーダイジェストや作中使用トリックの解説、単行本未収録カラーイラストやキーワード解説、姉妹作品の『C.M.B.』の紹介、テレビドラマ化記念特別読み切り『ドラマ殺人事件』を収録。
実際の数学者である黒川信重教授のインタビューや作中に登場するポアンカレ予想等の解説等も掲載。

## テレビドラマ
NHK総合「ドラマ8」枠で、2009年1月8日から同年3月12日まで高橋愛主演の連続ドラマとして放送された。全10話。なお、第1回から第4回までについては、2009年1月31日・2月1日に再放送された（一部地域を除く）。

### キャスト
- 水原可奈 - 高橋愛（モーニング娘。）［少女時代：桑島真里乃］第9話
- 燈馬想（塔場総一郎）- 中村蒼
- 水原幸太郎（霧之塚幸輔） - 石黒賢
- 梅宮衿子 - ちかげ［少女時代：安藤咲良］第9話
- 香坂まどか - 中村静香［少女時代：田辺未佳］第9話
- 西丸浩樹 - 中山卓也［少年時代：五十畑哉耶］第9話
- 笹塚真人（幡ヶ谷真） - 富岡晃一郎
- 鎌田公男先生 - 野間口徹
- 江成姫子（クイーン） - 垣内彩未
- 長家幸六（ホームズ）- 広瀬斗史輝
- 盛田織理（モルダー）- 渋谷謙人
- 諸川静夫 - 松田悟志 第1話
- 古典の先生 - 小磯勝弥
- 美術の先生 - 小川麻琴
- 謎の少年（辛島） - 桑代貴明 第9話
- 謎の少年（新田） - 斉藤圭祐 第9話

### スタッフ
- 脚本 - 藤本有紀（第1 - 4話、第9話）、相原かさね（第5 - 8話）
- 音楽 - 海田庄吾
- 制作統括 - 古川法一郎
- 演出 - 伊勢田雅也（第1 - 4話、第9話）、榎戸崇泰（第5 - 8話）

### 主題歌
- 青山テルマ『このまま ずっと』

### 放送日程
| 各話                                                       | 放送日  | サブタイトル         | ゲスト                                                                  | 視聴率 |
| ---------------------------------------------------------- | ------- | -------------------- | ----------------------------------------------------------------------- | ------ |
| 第1回                                                      | 1月08日 | 青の密室             | 松田悟志、本田大輔、田実陽子、友井雄亮、尾関伸嗣                        | 6.2%   |
| 第2回                                                      | 1月15日 | 銀の瞳               | 江波杏子、押元奈緒子、長谷川朝晴、真実一路、谷本一                      | 6.1%   |
| 第3回                                                      | 1月22日 | 学園祭狂騒曲         | 辻本祐樹、川原一馬、鈴之助                                              | 4.7%   |
| 第4回                                                      | 1月29日 | ブレイク・スルー     | 森豪士、サヘル・ローズ、小川麻琴                                        | 4.3%   |
| 第5回                                                      | 2月05日 | サスペンス刑事       | 青田典子、松尾諭、住田隆、井上美琴、松風雅也                            | 7.1%   |
| 第6回                                                      | 2月12日 | 賢者の遺産           | 藤岡弘、、中山夢歩、仁科克基、坂本祐祈、植野葉子、中村有志              | 5.4%   |
| 第7回                                                      | 2月19日 | エレファント!        | 袴田吉彦、古村比呂                                                      | 4.4%   |
| 第8回                                                      | 2月26日 | 罪と罰               | 北条隆博、牧口元美、松澤傑、きゃんひとみ                                | 5.2%   |
| 第9回                                                      | 3月05日 | 可奈のタイムカプセル | 桑島真里乃、安藤咲良、田辺未佳、五十畑哉邪、斉藤圭祐 桑代貴明、本間健大 | 3.5%   |
| 最終回                                                     | 3月12日 | 立証責任             | 田村亮、原千晶、飯田基祐、鈴之助                                        | 4.8%   |
| 平均視聴率 5.6% （視聴率は関東地区・ビデオリサーチ社調べ） |         |                      |                                                                         |        |

1話 - 3話のみ本放送途中（3話と4話の間）に再放送された。

### インターバル刑事・ササヅカ
「インターバル刑事・ササヅカ」は、2009年1月31日・2月1日の「Q.E.D. 証明終了」（第1回 - 第4回）の再放送の際に放送された短編のスピンオフドラマである。

### 謝罪に発展した問題
「銀の瞳」で、“心臓ペースメーカーが静電破壊を受け、付けていた人がこれにより死亡する”という描写があり、視聴していた心臓外科医から事実に反すると、日本医用機器工業会ペースメーカ協議会に指摘が為された。
検証の結果、静電気で破壊する事はペースメーカーの構造上不可能、突然死の事故例も存在しないと判定され、同協議会は「視聴者に誤認させ装着者にも無用な不安を与えるもの」としてNHKに訂正放送を申し入れた。
NHKはこれを受けて、制作統括者（＝チーフプロデューサー）名で公式サイトに「改めて検証したところ、ペースメーカーの静電気放電に対する安全性や耐久性は極めて高いことが分かりました」「ペースメーカーを使用されている方、ご家族、関係者に無用の心配をおかけすることになったことをおわびします」の文章を掲示した。
| NHK ドラマ8  | NHK ドラマ8     | NHK ドラマ8      |
| 前番組       | 番組名          | 次番組           |
| ------------ | --------------- | ---------------- |
| 七瀬ふたたび | Q.E.D. 証明終了 | ゴーストフレンズ |